# Simulium townsendi
Simulium townsendi es una especie de insecto del género Simulium, familia Simuliidae, orden Diptera.

## Distribución
Se distribuye por Perú.

## Taxonomía
Fue descrita científicamente por Malloch, 1912. Fue publicada en One new genus and eight new species of dipterous insects in the United States National Museum collection. Proc. U. S. Natn. Mus.